# Ranunculus siamensis
Ranunculus siamensis är en ranunkelväxtart som beskrevs av M. Tamura. Ranunculus siamensis ingår i släktet ranunkler, och familjen ranunkelväxter. Inga underarter finns listade i Catalogue of Life.